# Platanthera ephemerantha
Platanthera ephemerantha är en orkidéart som beskrevs av Richard M. Bateman. Platanthera ephemerantha ingår i släktet nattvioler, och familjen orkidéer. Inga underarter finns listade i Catalogue of Life.